# Nordend
Nordend é o quarto cume mais alto dos picos do Monte Rosa logo depois do Pico Dufour a 4634 m, do Ostspitze (4632 m) e do Grenzgipfel (4618 m). Faz parte da fronteira Itália-Suíça, de um lado com o Piemonte, Itália, e do outro com o cantão de Valais, Suíça.
Com 4609 m é um dos cumes dos Alpes com mais de 4000 m, apesar da sua baixa proeminência topográfica devido à proximidade do Pico Dufour.

## Ascensões
A primeira ascensão foi realizada em 26 de agosto de 1861 por T.F. e Edward N. Buxton, J.J. Cowell et Michel Payot.
O itinerário habitual passa pela Cabana do Monte Rosa.